# قائمة مساجد العراق

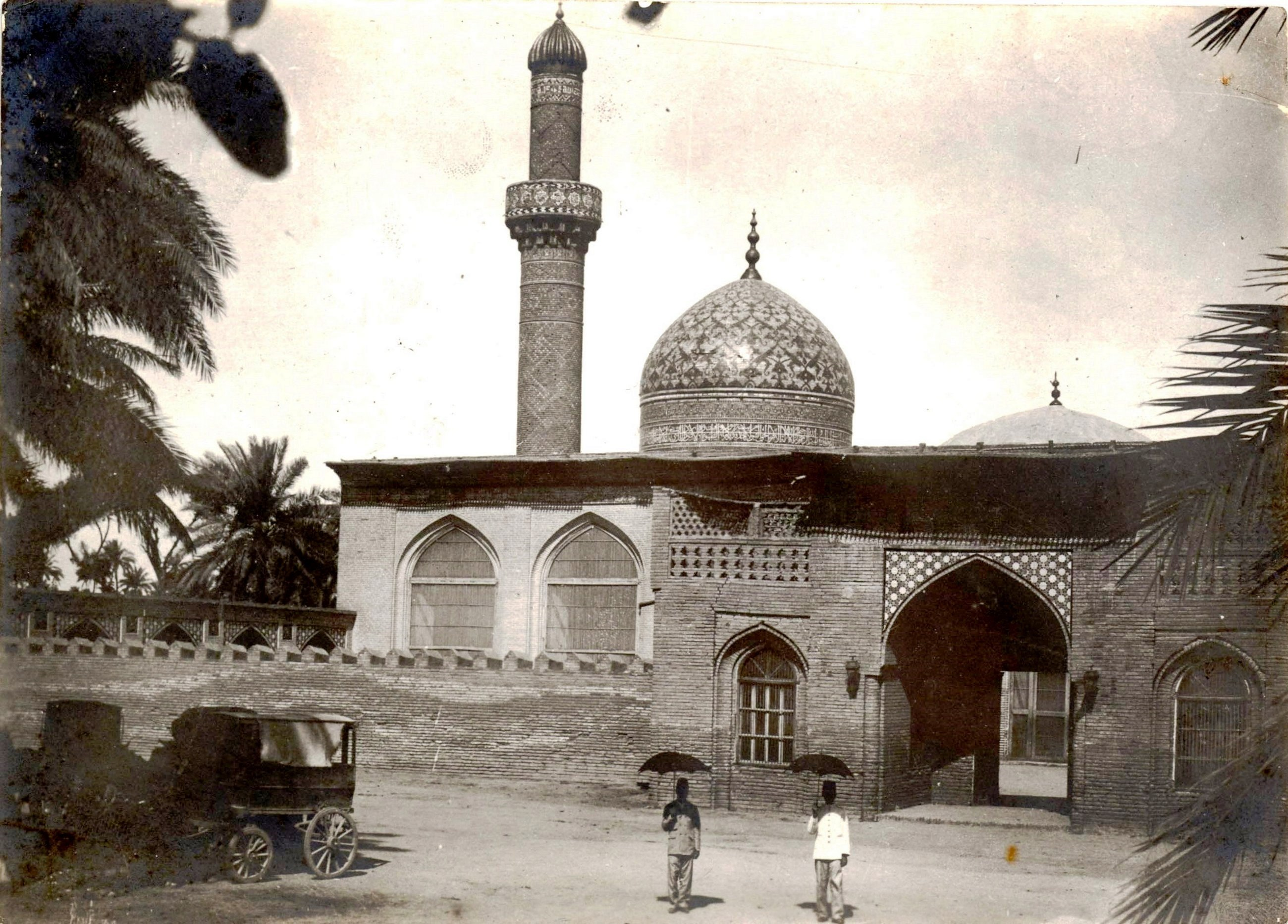
واجهة جامع الإمام الأعظم أبي حنيفة في بداية القرن العشرين

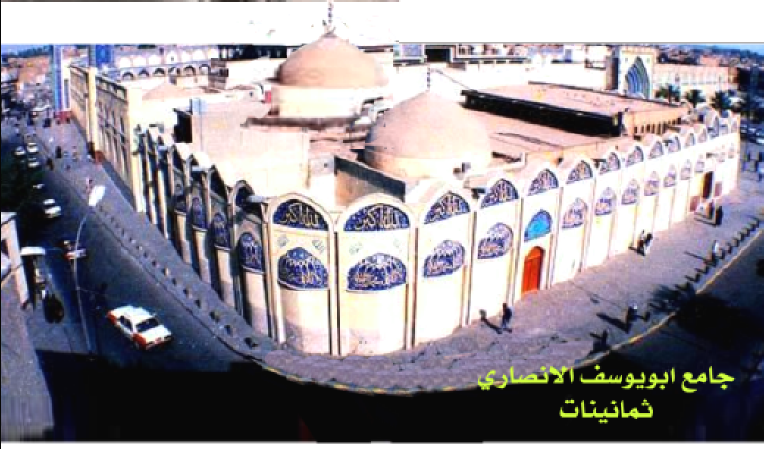
مسجد الشيخ القاضي أبو يوسف في الكاظمية

المساجد في العراق يعود تاريخها إلى أوائل العصر الإسلامي وتحديدا بعد فترة فتح العراق، ويوجد في العراق الكثير من المساجد الأثرية والتراثية القديمة وأدناه قائمة بالمشهور منها حسب المحافظات

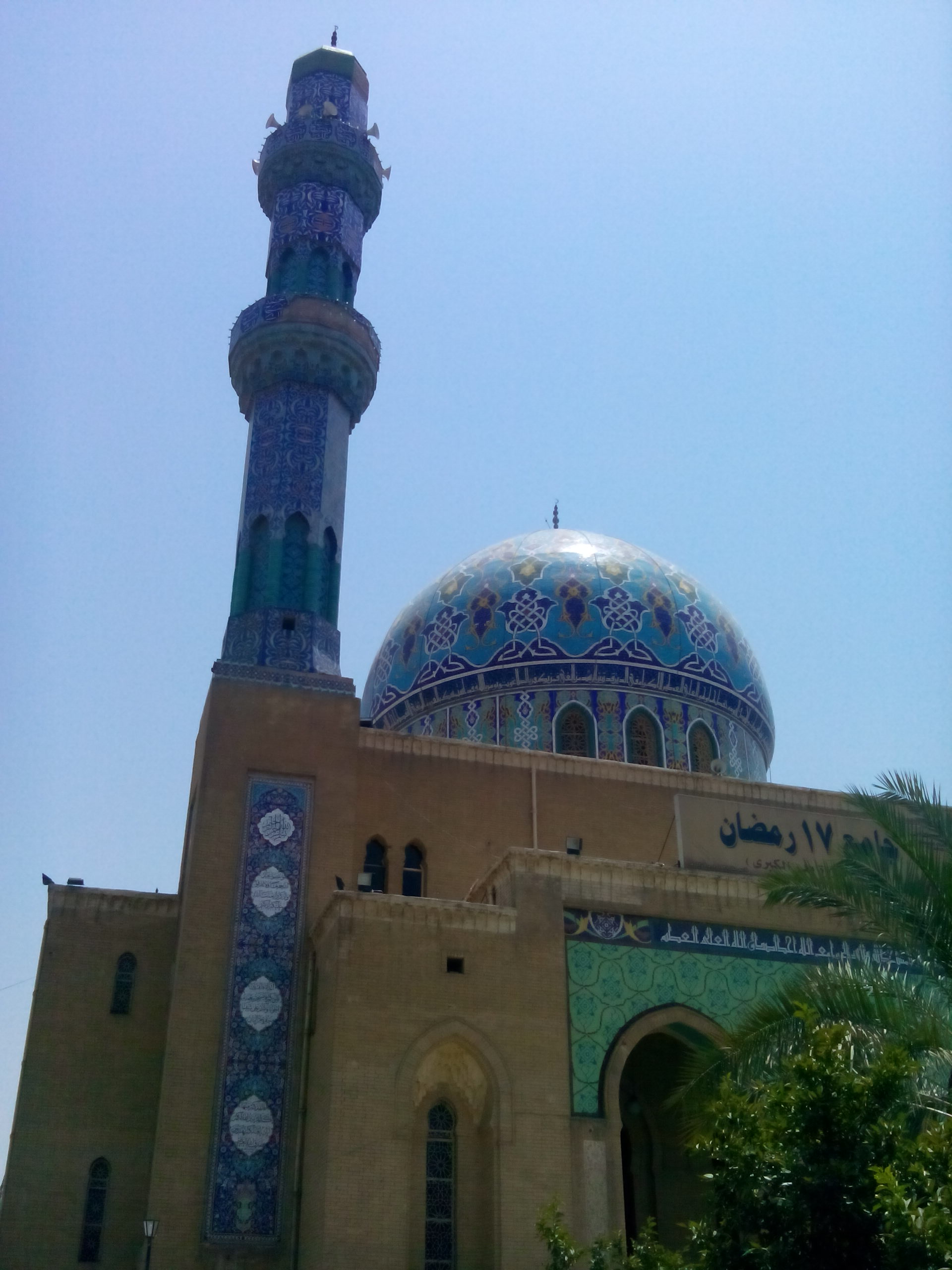
جامع 17 رمضان في بغداد

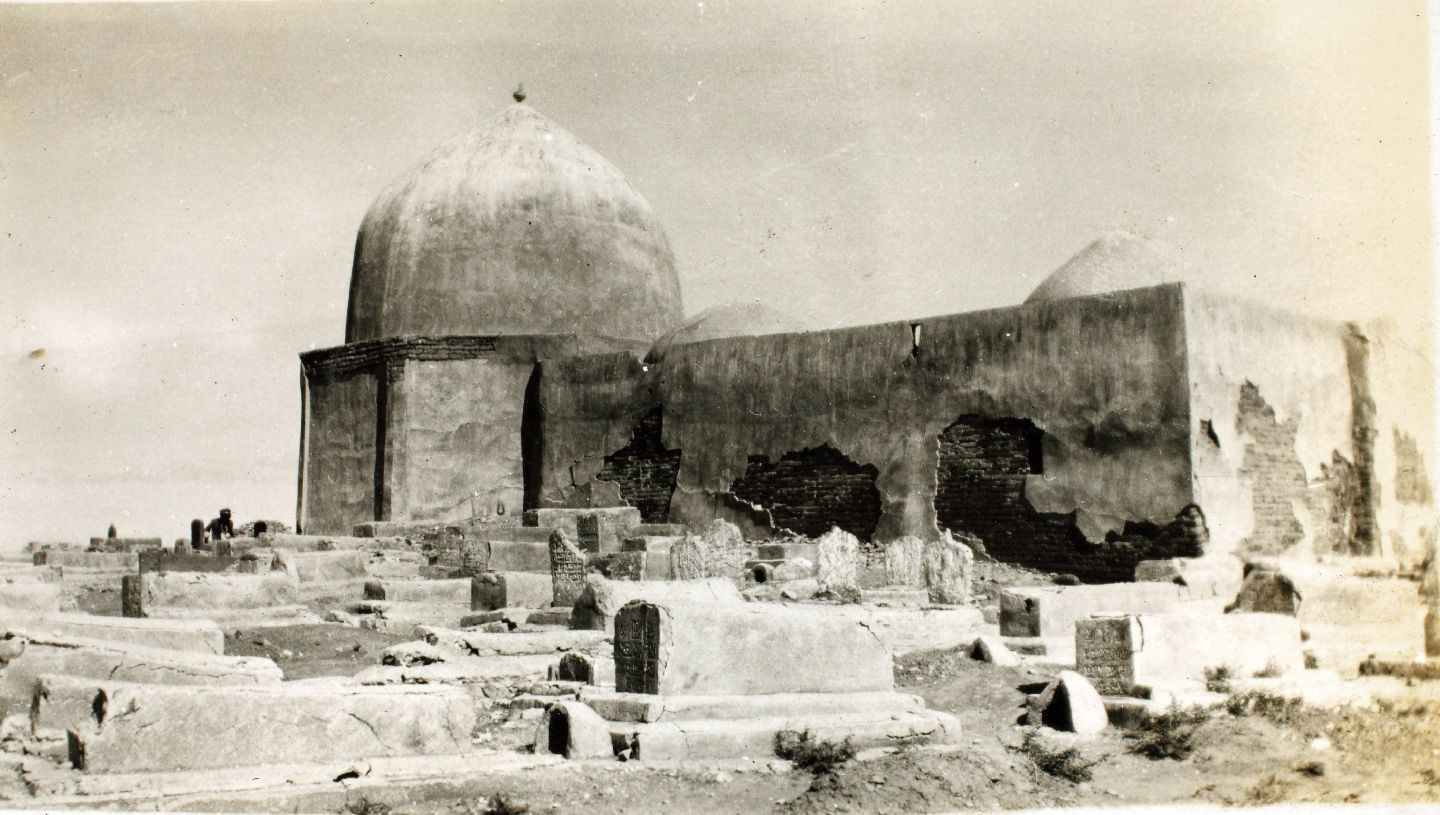
مقبرة وجامع في شمال العراق 1963

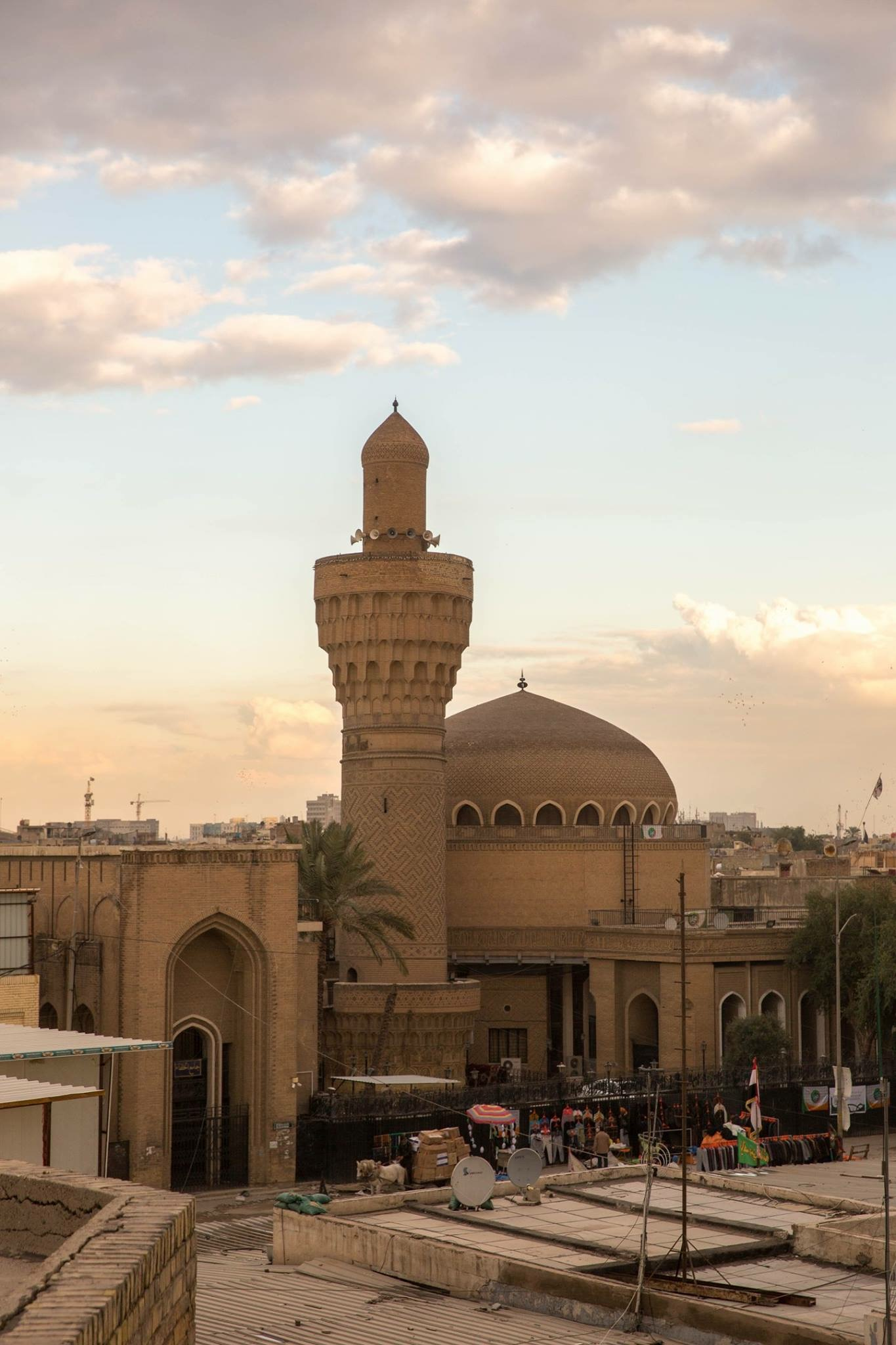
جامع الخلفاء في بغداد عام 2016

مبنى جامع مرجان في شارع الرشيد

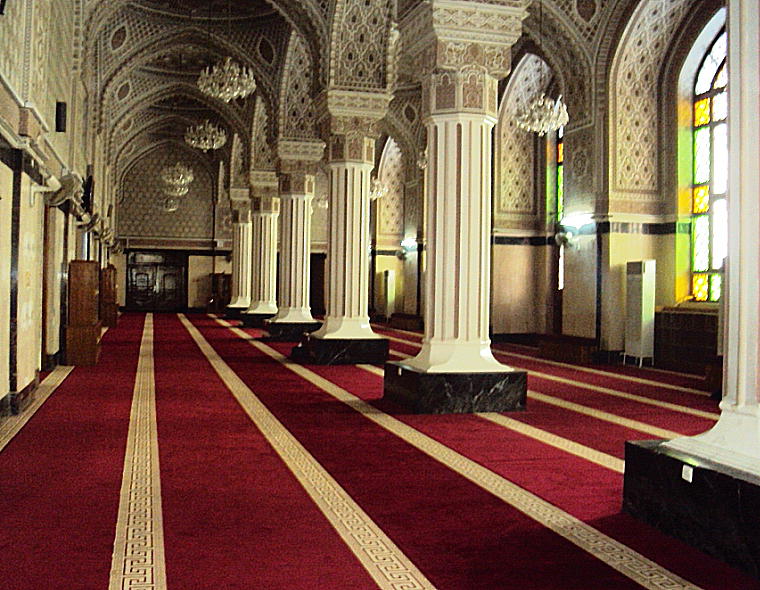
مصلى جامع أبي حنيفة في بغداد

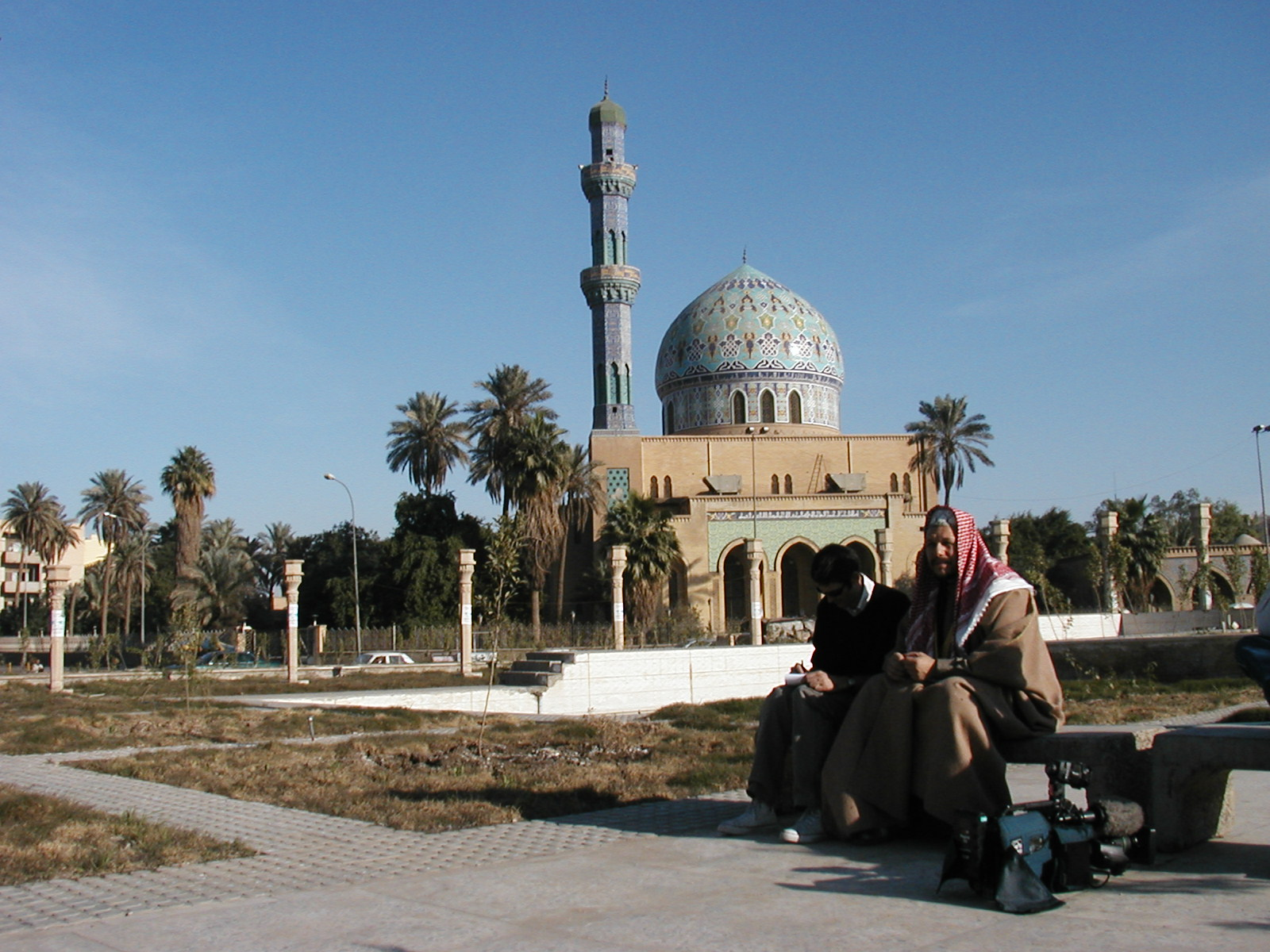
جامع 17 رمضان في ساحة الفردوس عام 2003

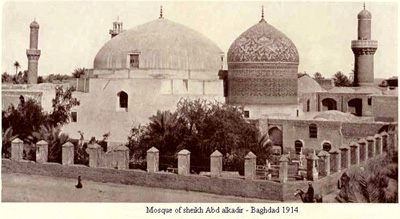
الحضرة القادرية في بغداد عام 1914

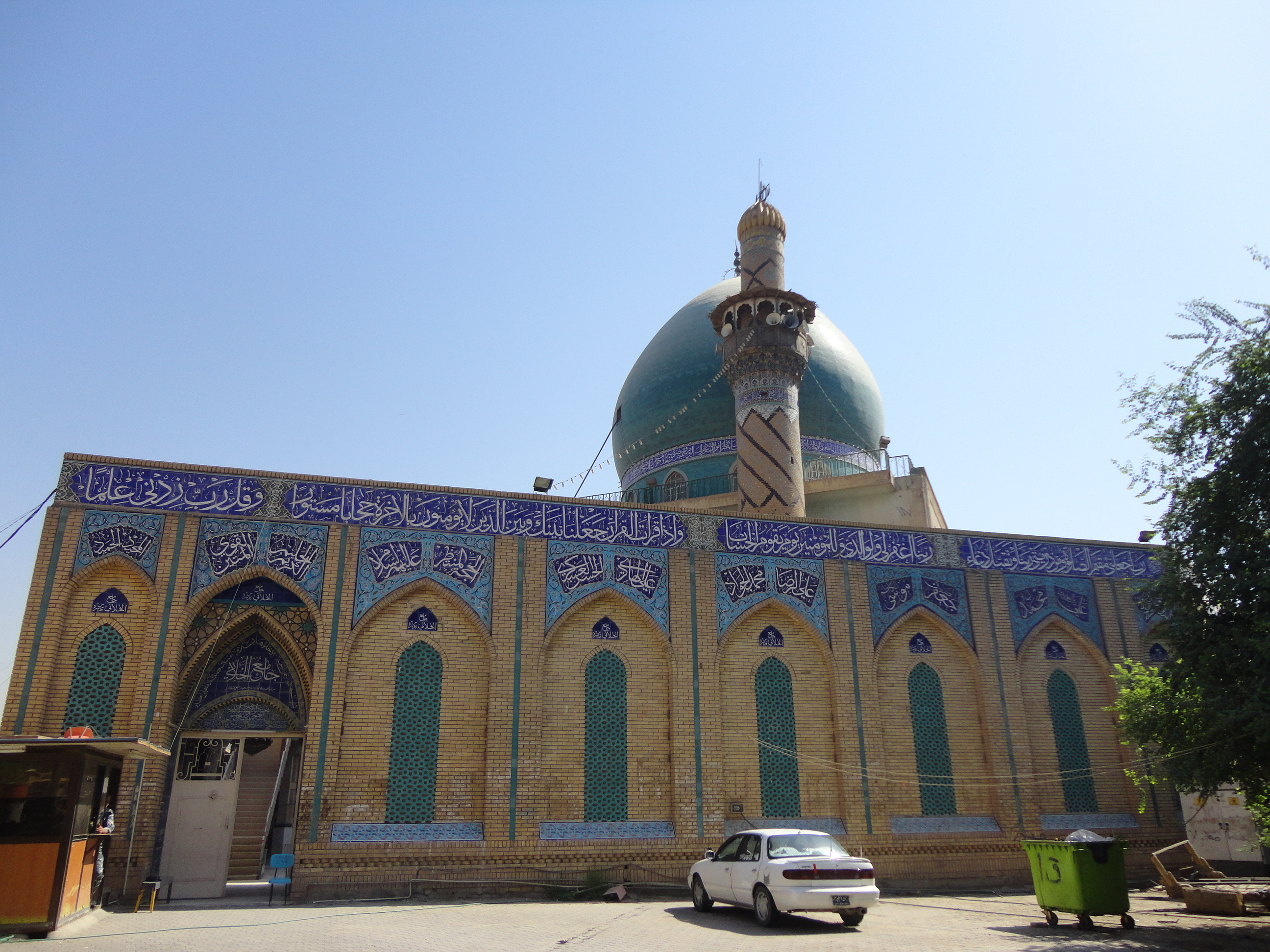
جامع الخلاني

## بغداد

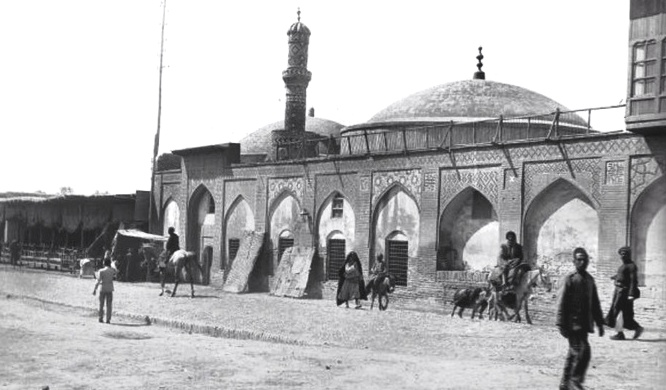
جامع الأزبك 1917 - 1919

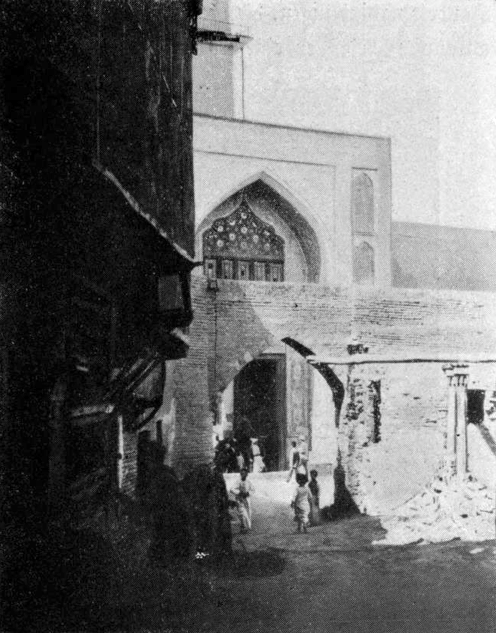
مشهد لباب الحضرة الكاظمية في عام 1918

بحكم حجمها وتعدادها السكاني فان بغداد بها أكبر عدد من المساجد والمراقد والأضرحة. وفيما يلي قائمة بأشهرها حسب تاريخ بناؤها:
1. جامع الإمام الأعظم، (375هـ/1065م).
2. جامع قمرية، (626هـ/1228م).
3. مسجد الأباريقي، (647هـ/1250م).
4. مرقد ومسجد صدر الدين، (671هـ/1272م).
5. جامع السراي، (692هـ/1293م).
6. الحضرة القادرية، القرن السادس الهجري.
7. جامع الخلفاء، المنارة من القرن السابع الهجري.
8. جامع الشيخ عمر السهروردي، من القرن السابع الهجري.
9. جامع ومرقد النبي يوشع، تاريخ بناؤه غير معروف.
10. مرقد أبو بكر الشبلي، بني في عهد الدولة العباسية.
11. جامع الحيدرخانة، بني في عهد الدولة العباسية.
12. جامع العاقولي، (728هـ/1327م).
13. جامع مرجان، (758هـ/ 1356م).
14. جامع الوفائية، (800هـ/1397م).
15. مسجد ومرقد حبيب العجمي، بني في القرن التاسع الهجري.
16. الحضرة الكاظمية، (929هـ/1524م).
17. جامع المرادية، (978هـ/1570م).
18. مسجد الشيخ كنعان، (1004هـ/1595م).
19. جامع الوزير، (1008هـ/ 1600م).
20. جامع التكية الخالدية، (1083هـ/1672م).
21. جامع حسين باشا، (1085هـ/1674م).
22. جامع القبلانية، (1088هـ/1677م).
23. جامع الأزبك، (1093هـ/ 1682م).
24. مسجد أحمد المكي، تاريخ بناؤه قبل 400 عام ثم أنشئت له في عام 1419هـ /1999م منارة مئذنة.
25. جامع الشيخ موسى الجبوري، (1119هـ/1707م).
26. جامع علي أفندي، (1123هـ/1711م).
27. جامع الشيخ سراج الدين، (1131هـ/1719م).
28. تكية علي البندنيجي، (1157هـ/1744م).
29. جامع العادلية، (1163هـ/1749م).
30. مسجد السيد ابراهيم، (1170هـ/1756م).
31. جامع حنان، (1197هـ/1782م).
32. مسجد خضر بك، (1200هـ/1785م).
33. جامع الخفافين، (1202هـ/1788م).
34. جامع الأحمدية، (1211هـ/1796م).
35. مرقد وتكية عبد الله العيدروسي، (1217هـ/1802م).
36. جامع الفضل، جدد بناؤه عام (1219 هـ/1804م).
37. مسجد أمين خليل الباجه جي، (1221هـ/1806م).
38. جامع المصرف، (1227هـ/1812م).
39. مسجد الحاج نعمان الباجه جي، (1235هـ/1819م).
40. جامع الحاج أمين جلبي، (1237هـ/1822م).
41. مقام الخضر (مدرسة السويدي)، (1239هـ/1823م).
42. جامع الآصفية، (1242هـ، 1826م).
43. مسجد الشيخ بشار، (1253هـ/1837م).
44. جامع التكارتة، (1254هـ/1838م).
45. مسجد أسماء خانم، (1260هـ/1844م).
46. جامع الخنيني، (1292هـ/1875م).
47. جامع الخلاني، (القرن الثاني عشر الهجري).
48. مسجد محمد الألفي، (القرن الثاني عشر الهجري).
49. مسجد الرواس، (1310هـ/1893م).
50. جامع الحاج أمين (الشيخ طه)، (1316هـ/1899م).
51. مسجد آل جميل، (1319 هـ/1901م).
52. مسجد الشابندر، (1320هـ/1902م).
53. مسجد ملا حمادي، (1327 هـ/1909م).
54. مسجد سلمان الفارسي، لا يعرف تاريخ بناؤه واخر إعادة تعمير تمت عام 1997.

## الموصل

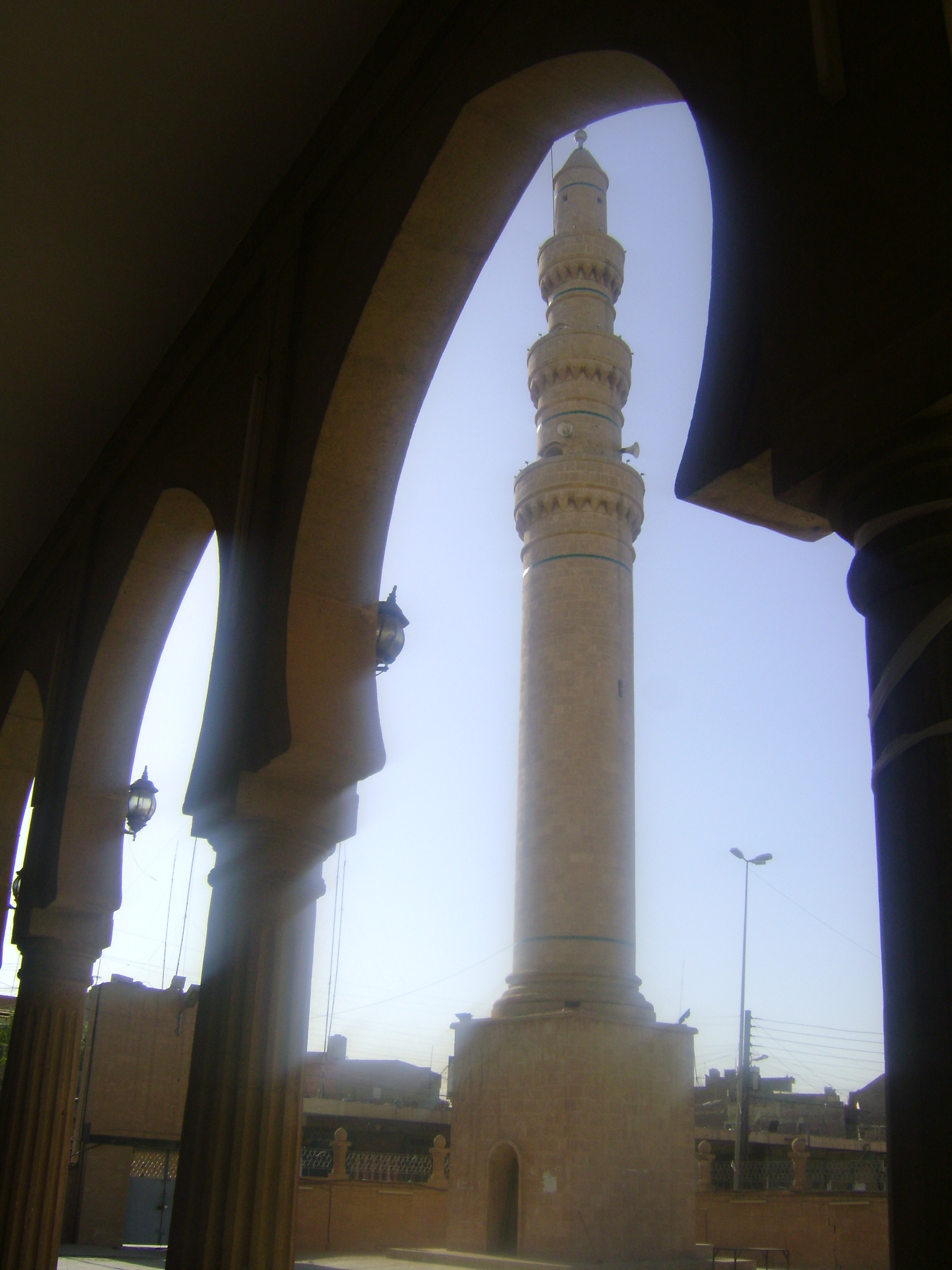
منارة جامع النبي شيت في الموصل قبل تهديمه من قبل داعش عام 2014

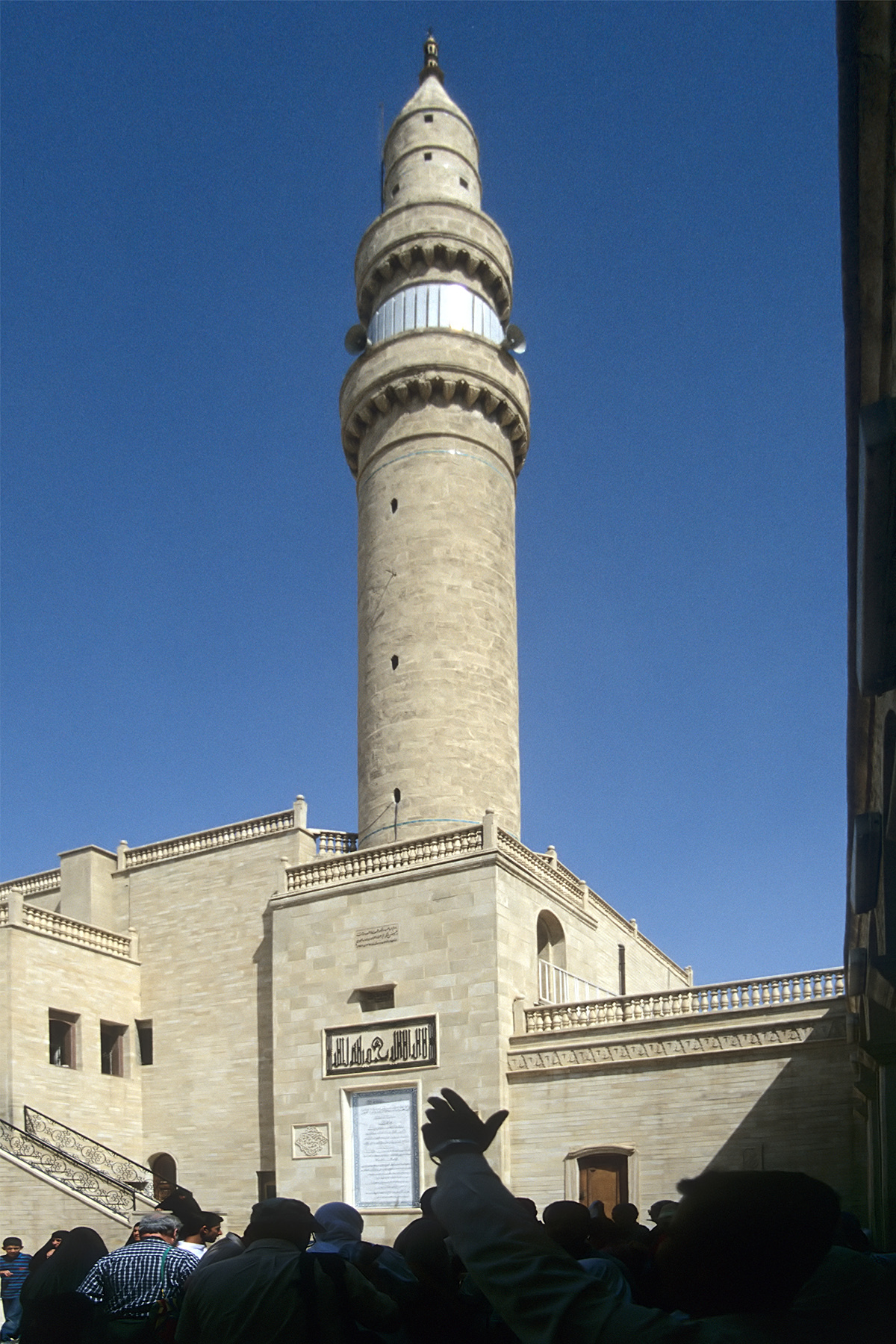
جامع النبي يونس في عام 1999، وقبل تهديمه من قبل داعش عام 2014

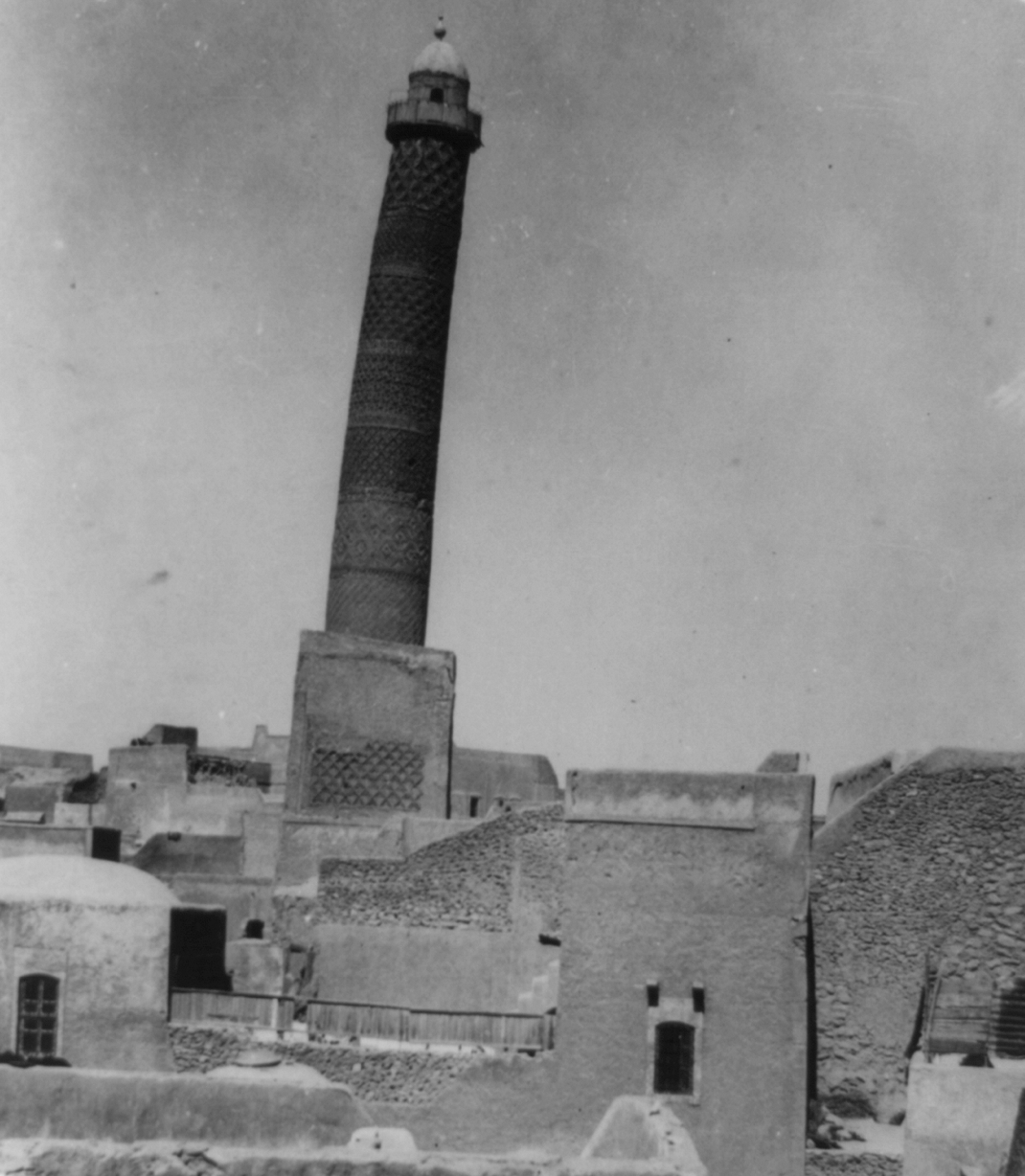
صورة للمنارة الحدباء في جامع النوري بالموصل عام 1932.

أقدم الجوامع في المدينة هي الجامع الأموي والجامع النوري الكبير، وتحتوي على الكثير من الجوامع والمراقد والأضرحة ومنها:
1. جامع النبي يونس
2. جامع النوري
3. جامع الخاتون
4. جامع الزهراء الكبير أو يسمى جامع ذي النورين.
5. جامع الإمام محسن
6. جامع الباشا
7. جامع الرابعية
8. جامع الموصل الكبير
9. جامع حمو القدو
10. جامع العمرية
11. الجامع الأموي (مسجد الكوازين)
12. جامع خزام
13. جامع النبي شيت (الموصل)
14. جامع الخضر (الموصل)
15. مسجد الشيخ محمد البلقيسي
16. جامع اليقظة
17. جامع باب البيض
18. جامع عبد الله بك
19. جامع الشيخ عبدال
20. جامع السلطان ويس
21. مسجد ومدرسة الحاج زكر
22. جامع بكر أفندي
23. جامع الإمام الباهر
24. جامع النبي جرجيس
25. جامع الجويجي/ جامع الجويجاتي
26. جامع قضيب البان
27. جامع أبو الزهراء الصادق الأمين
28. جامع الأغوات
29. جامع العلي (الموصل) ويقع في حي موصل الجديدة
30. جامع باب البيض
31. جامع التوكندي
32. جامع نعمان باشا
33. مرقد يحيى أبو القاسم
34. جامع المأمون
35. جامع الشيخ محمد
36. جامع الحاج منصور أو المنصورية
37. جامع عمر الأسود (جامع شهر سوق)
38. جامع حامد محمود (المحمودين)
39. مسجد شمس الدين الأموي
40. مسجد اليتيم
41. مسجد المحكمة
42. جامع الشهوان
43. مسجد النور (حي المأمون)
44. جامع المأمون
45. جامع العشرة المبشرين
46. جامع العزيز الحكيم

## بابل
تحتوي محافظة بابل على مجموعة من المساجد والمراقد والأضرحة التاريخية الأثرية ومنها:
1. مسجد النخيلة التأريخي، من أقدم المساجد في بابل وبني في عهد السلطان أبي سعيد بهادر خان في عام 730 هـ.

- جامع الحلة الكبير، بني وأسس عام 1125هـ/1713م، في عهد الوالي العثماني يوسف بك.

1. جامع المسيب الكبير، بني وأسس بنيانه عام 1293هـ/1876م، في عهد الدولة العثمانية.
2. جامع الهيتاوين، بني عام 1296هـ/1878م، من قبل محمد باشا بابان في أيام حكم الدولة العثمانية.
3. جامع الاسكندرية الكبير، بني وأسس بنيانه عام 1310هـ/1892م، في عهد السلطان عبد الحميد الثاني أيام حكم الدولة العثمانية.
4. جامع السكوتي، بني في عهد الدولة العثمانية.
5. مرقد الإمام القاسم أحد المزارات الإسلامية في بابل.

## الأنبار

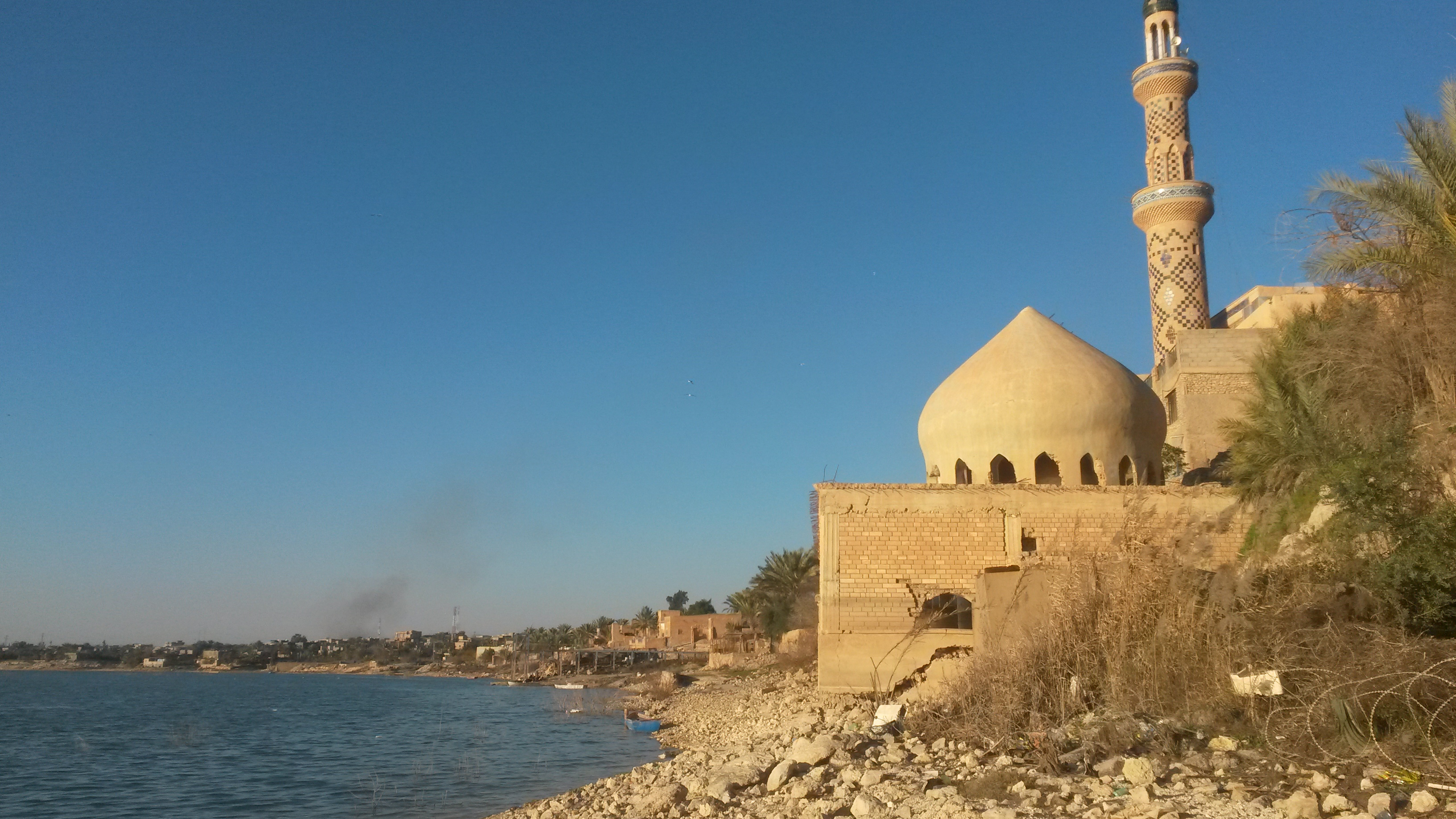
جامع الشيخ رجب (راوة).

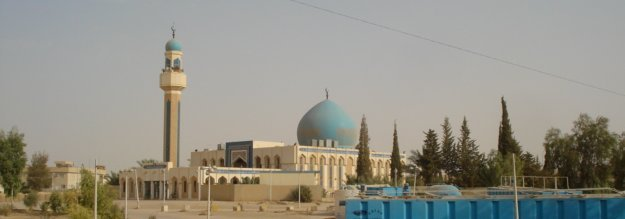
أحد مساجد مدينة عنة عام 2008

تحتوي محافظة الأنبار على عدد كبير من المساجد ومنها:
1. جامع الرمادي الكبير
2. جامع الشيخ رجب (راوة)
3. جامع التقوى (الأنبار)
4. جامع الفاروق (هيت)
5. جامع الفاروق (حديثة)
6. جامع الدولة الكبير (الأنبار)
7. جامع الصادق الأمين (الأنبار)
8. جامع مالك بن أنس (الأنبار)
9. جامع آل هميم (الأنبار)
10. مسجد معمر بن راشد (الأنبار)
11. جامع منهاج النبوة (الأنبار)

### الفلوجة

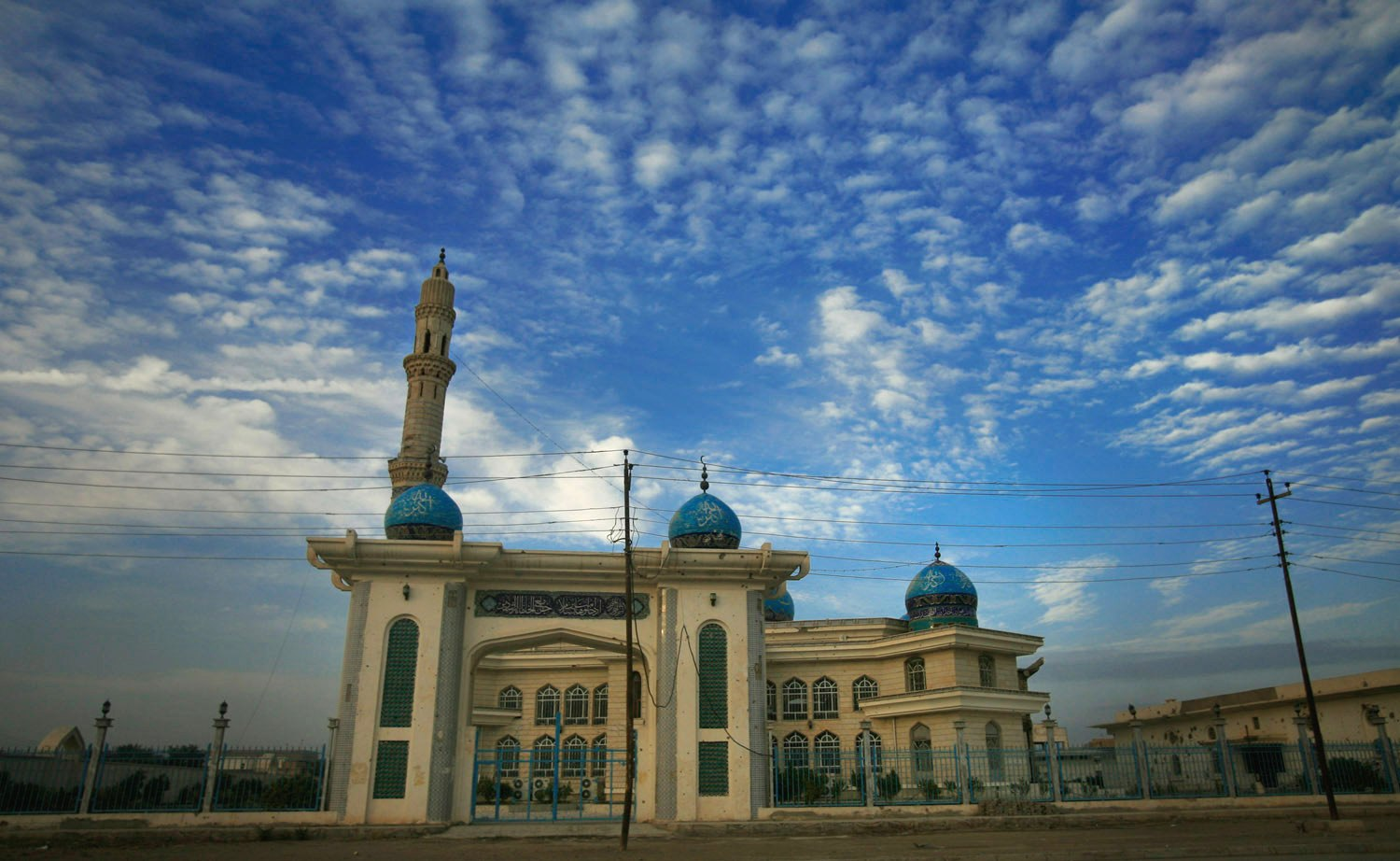
من مساجد مدينة الفلوجة في محافظة الأنبار

تعرف الفلوجة بمدينة المساجد أو المآذن لكثرة مساجدها ويصل عدد مساجدها إلى 970 مسجدا حسب إحصائية المساجد في ديوان الوقف السني في العراق لعام 2009.

## الناصرية / ذي قار
توجد في محافظة ذي قار الكثير من المساجد التاريخية والأثرية القديمة التي يرجع تاريخها إلى عهد الدولة العثمانية ومنها:
1. جامع ثويني السعدون أو مسجد الصفا، ولقد بني في عام 1201 هـ/1786م.
2. جامع سوق الشيوخ، بني في عام 1210هـ/1795م.
3. مسجد النجادة، بني في عام 1214هـ/1800م.
4. جامع عبد الرحمن الشمري، بني في عام 1278هـ/1861م.
5. جامع فالح باشا الكبير، بني في عام 1286هـ/1869م.
6. مسجد فالح باشا الصغير، بني في عام 1286هـ/1869م.
7. مسجد معروف اغا، بني في عام 1311هـ/1894م.
8. جامع الشيخ عباس الكبير، ولقد بني في عام 1932م.

## المثنى
1. جامع السماوة الكبير

## القادسية
1. جامع الديوانية الكبير

## ميسان

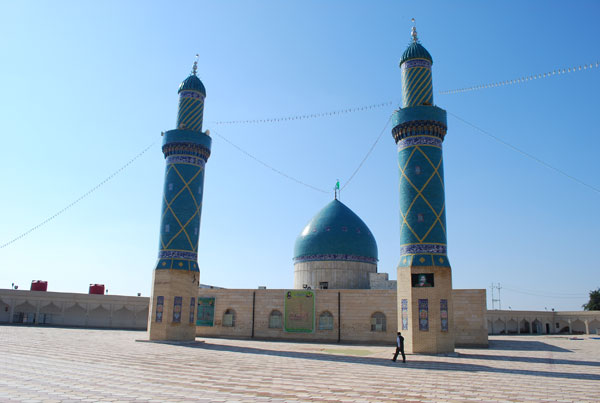
مسجد الإمام علي الشرقي

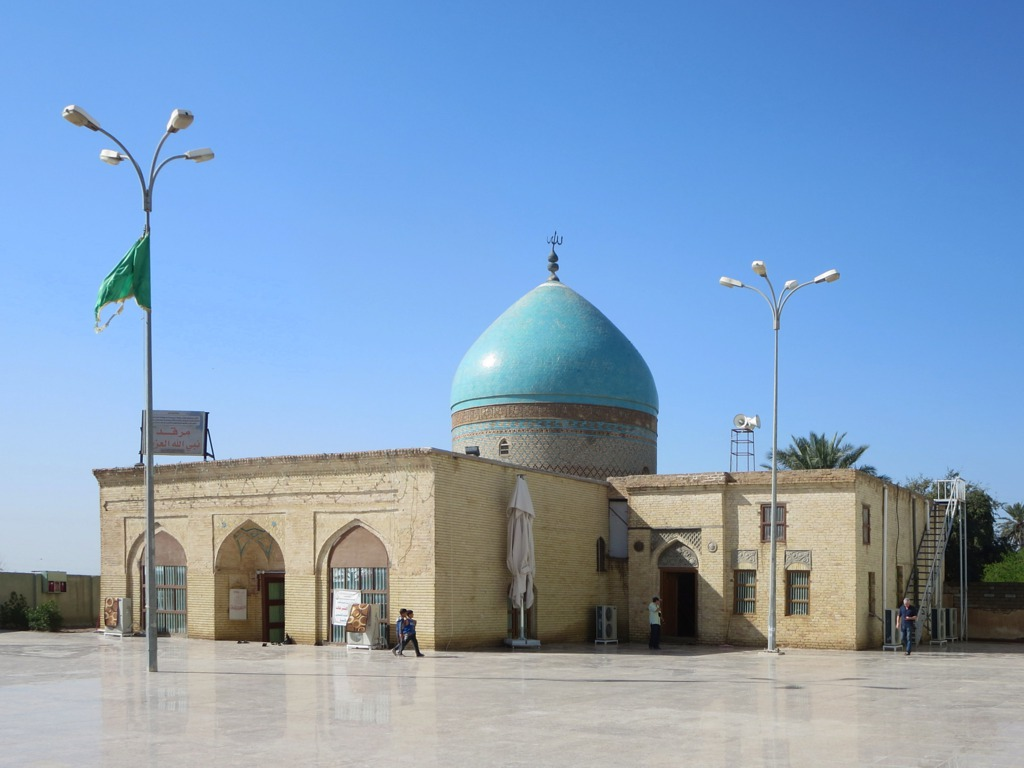
ضريح النبي العزير

1. جامع قلعة صالح الكبير
2. جامع العمارة الكبير
3. مسجد الإمام علي الشرقي
4. مسجد ثأر الله
5. مرقد السيد علي الزكي

## واسط

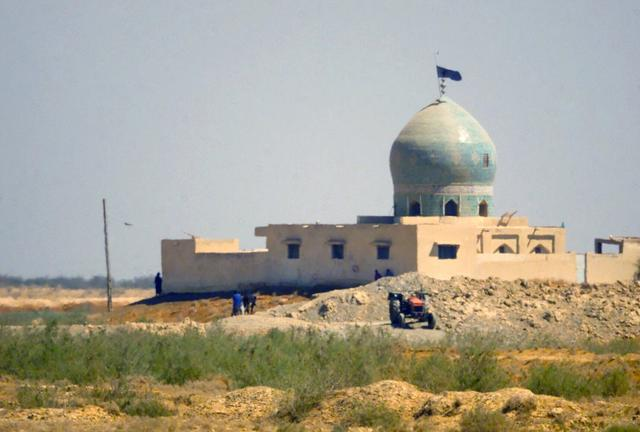
أحد مساجد محافظة واسط

تحتوي محافظة واسط على عدد من المساجد الاثرية والتاريخية التي بنيت في عهد الدولة العثمانية ومنها:
1. ضريح الصحابي سعيد بن جبير
2. جامع الكوت الكبير
3. جامع النعمانية الكبير
4. جامع الحي الكبير
5. جامع الزهراء الكبير

## أربيل

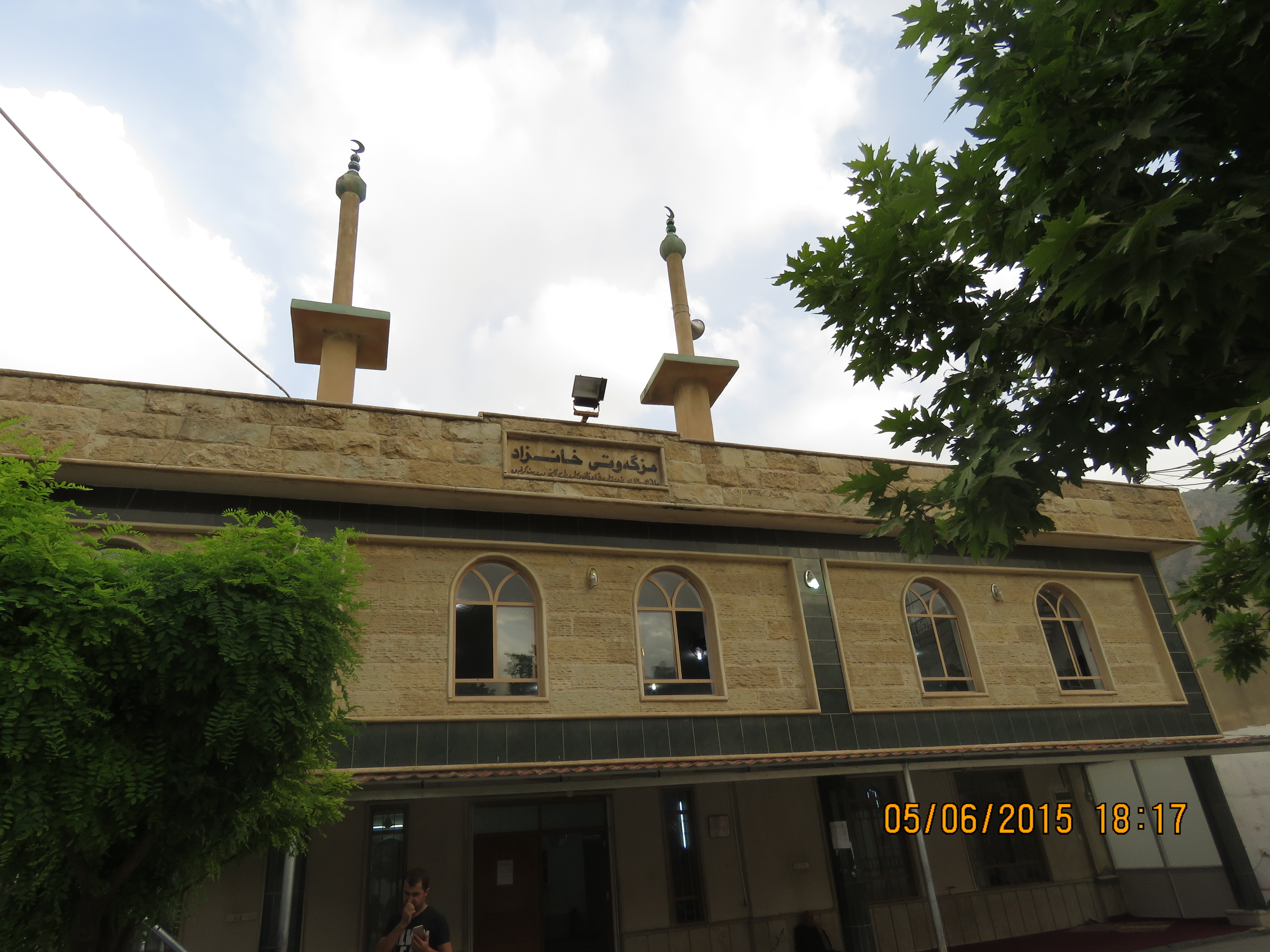
مسجد خانزاد في شقلاوة

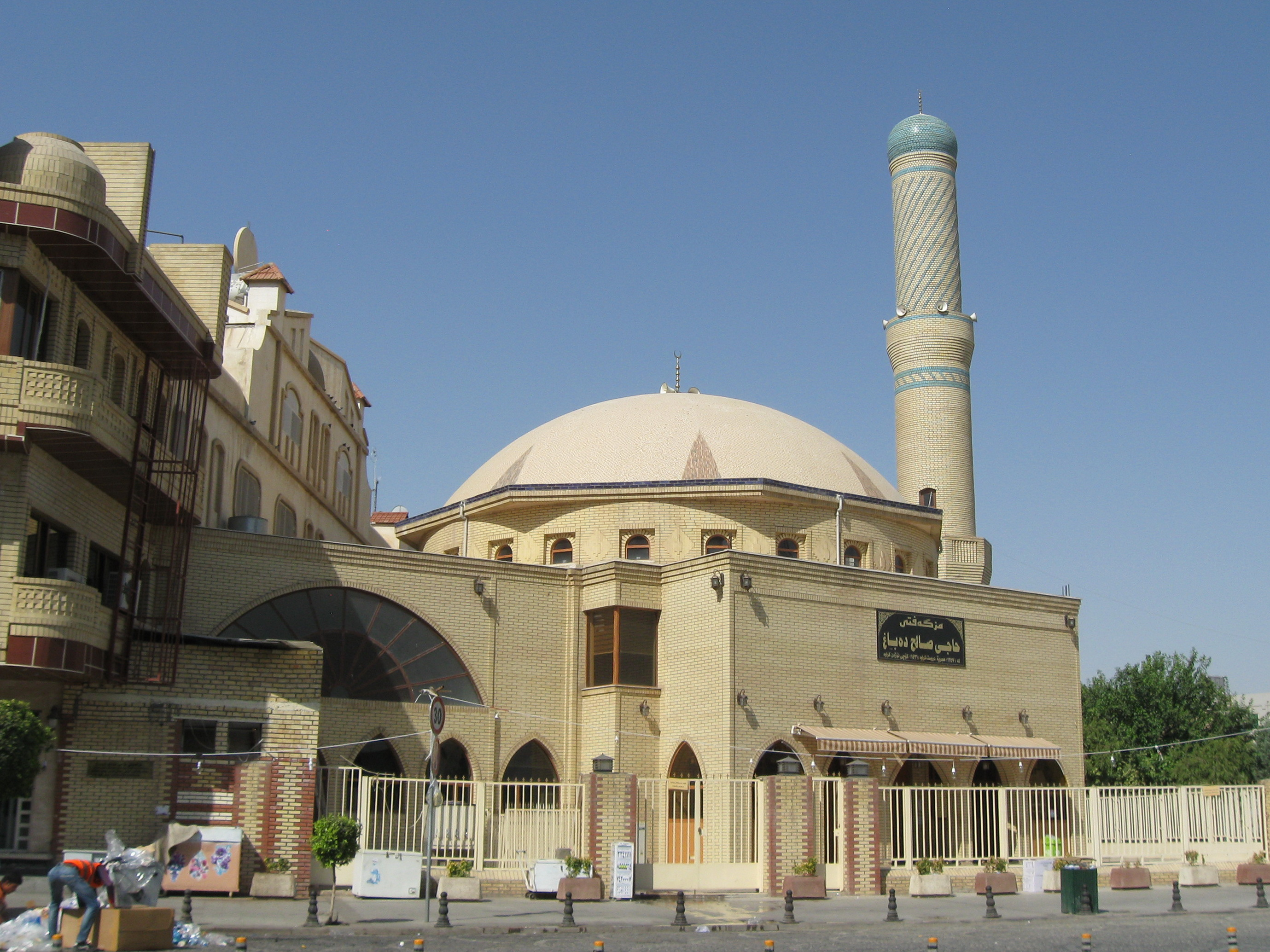
جامع حاج صالح الدباغ في أربيل

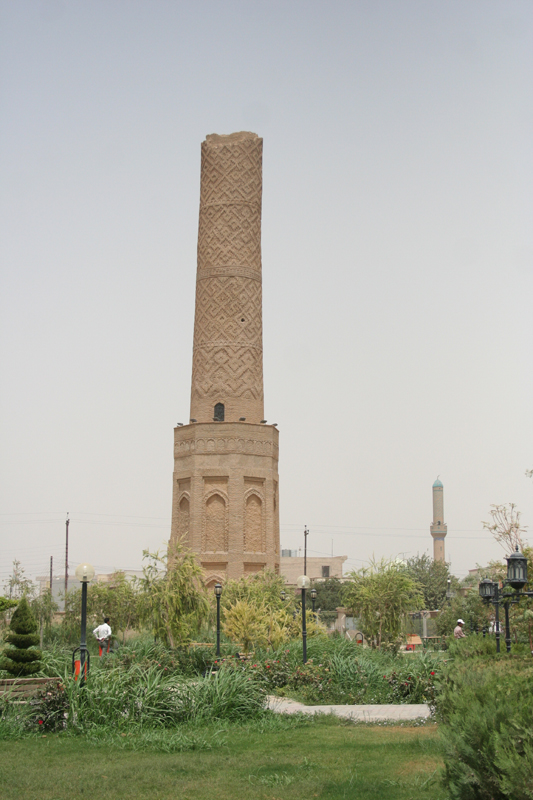
المنارة المظفرية في أربيل

تحتوي محافظة أربيل على الكثير من المساجد ومن أشهرها:
1. جامع جليل الخياط.
2. جامع المنارة.
3. جامع بايز أغا.
4. جامع باشا في محلة العرب.
5. جامع المفتي في كويه.
6. مسجد المفتي.
7. جامع ملا جامي في قضاء كويه.
8. جامع حاج جودت رفعت الاسعدي.
9. مسجد وتكية محي الدين البرزنجي.
10. جامع وتكية الشيخ رشيد الشيخ كاكه.
11. الجامع الكبير في شقلاوة.
12. جامع ديانا الكبير.
13. جامع راوندوز الكبير.

## كركوك

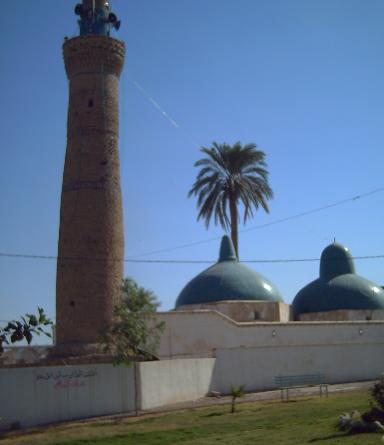
جامع ومرقد النبي دانيال في كركوك

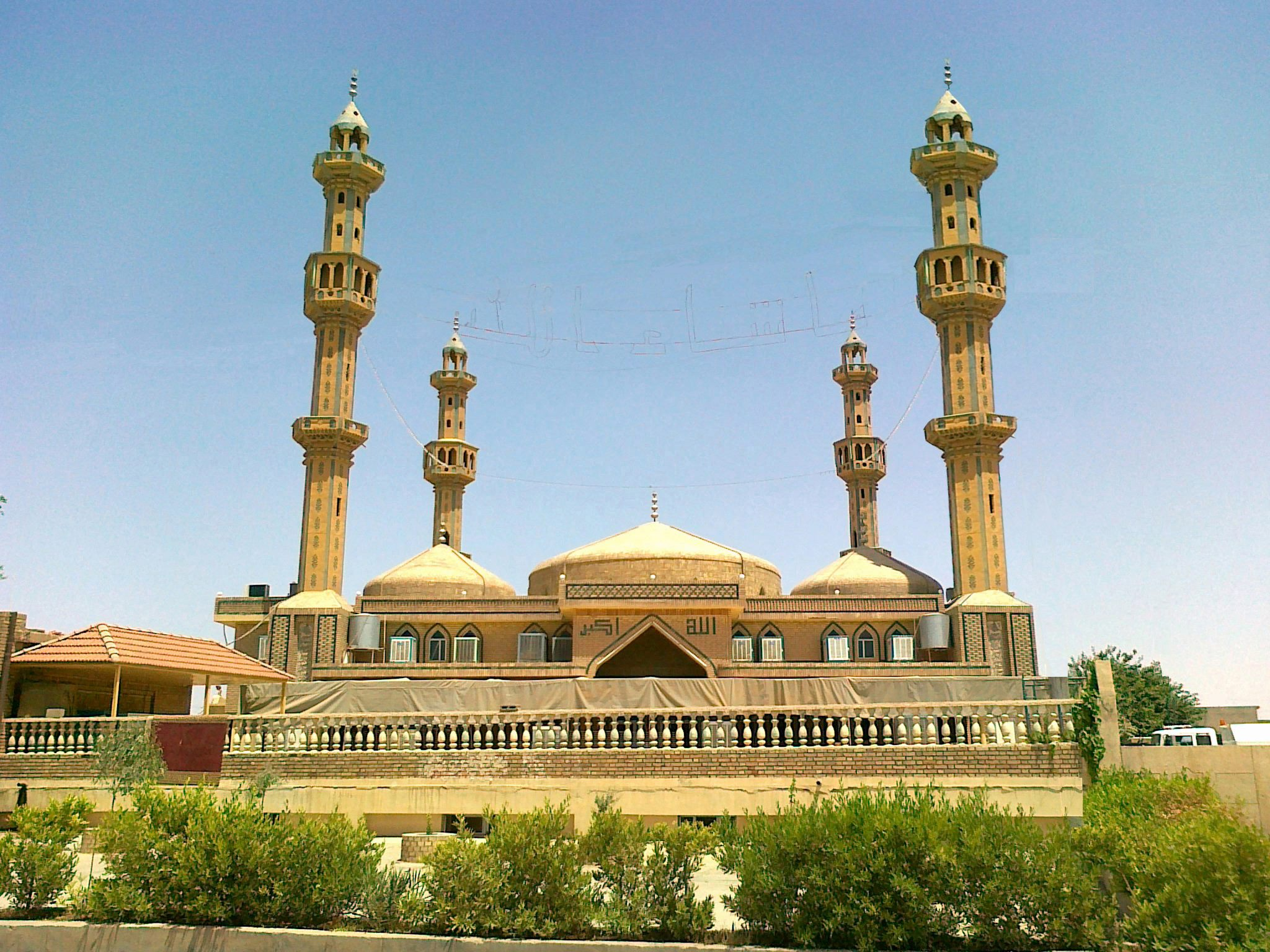
جامع النور الكبير

تحتوي محافظة كركوك على الكثير من الجوامع والمساجد الأثرية والتاريخية ومنها الاتي:
1. مرقد النبي دانيال
2. جامع ملا احمد كرده (حبيب بن زيد).
3. جامع ومرقد الامام قاسم.
4. مسجد قيس بن ثابت (الملا عمر كومبتي).
5. جامع الشيخ جكري.
6. مسجد الشيخ جرجيس.

## محافظة صلاح الدين

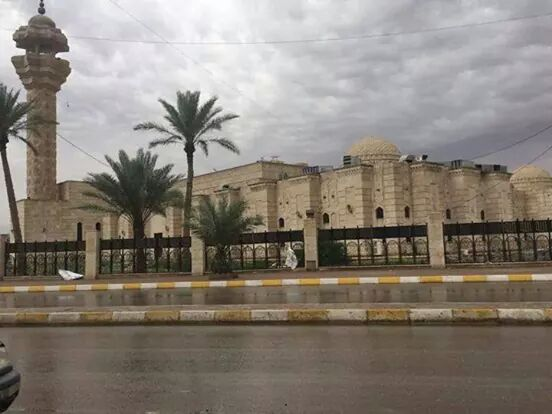
جامع تكريت الكبير

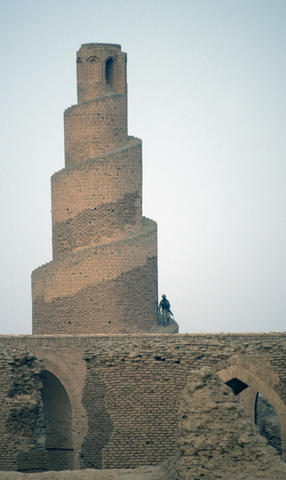
جامع أبو دلف.

1. جامع أبو دلف، ويقع الجامع شمال مدينة سامراء بمسافة 15 كم، في محافظة صلاح الدين.
2. جامع عمر بن عبد العزيز.
3. مرقد ومسجد الشيخ معصوم.

### سامراء

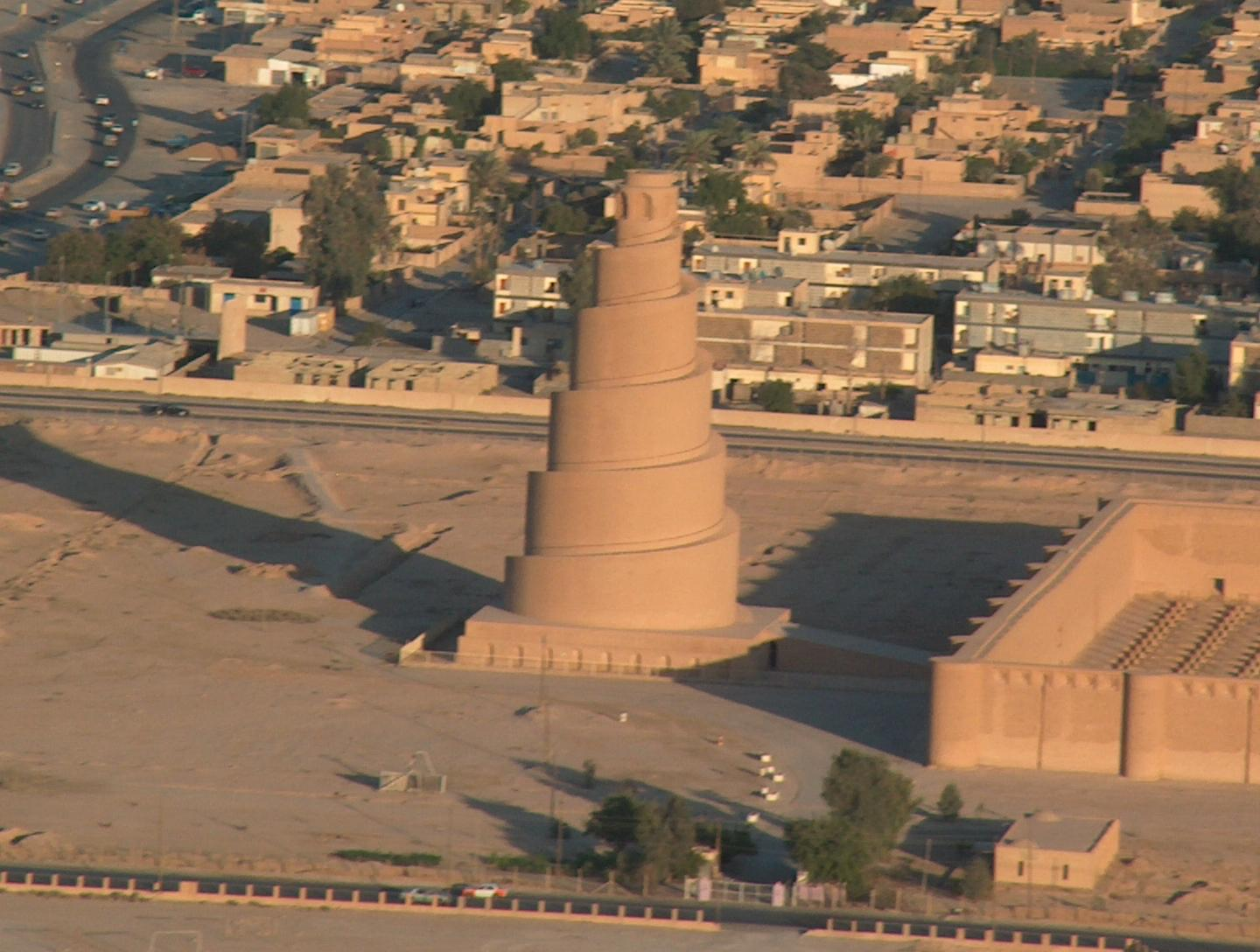
جامع الملوية في سامراء

1. جامع الملوية.
2. جامع الأمام أحمد بن حنبل.
3. مقام الإمامين الهادي والعسكري.

## ديالى
يوجد في ضواحي محافظة ديالى ونواحيها الكثير من الجوامع والمساجد ومنها:
1. جامع المقدادية الكبير.
2. جامع خانقين الكبير.
3. جامع مصطفى بك.
4. جامع الشابندر.
5. جامع النقشبندي.
6. جامع المنصورية الكبير.
7. جامع محمود باشا الجاف.
8. جامع بلدروز القديم.
9. جامع الخليفة.

## النجف

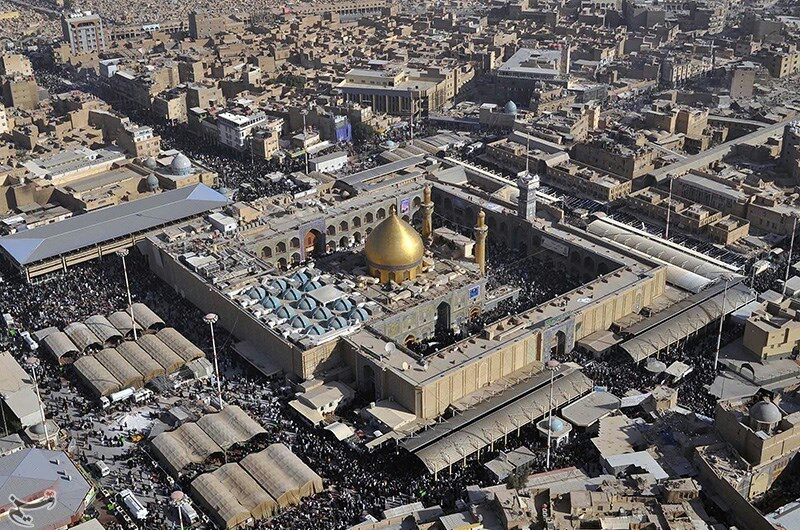
العتبة العلوية في النجف

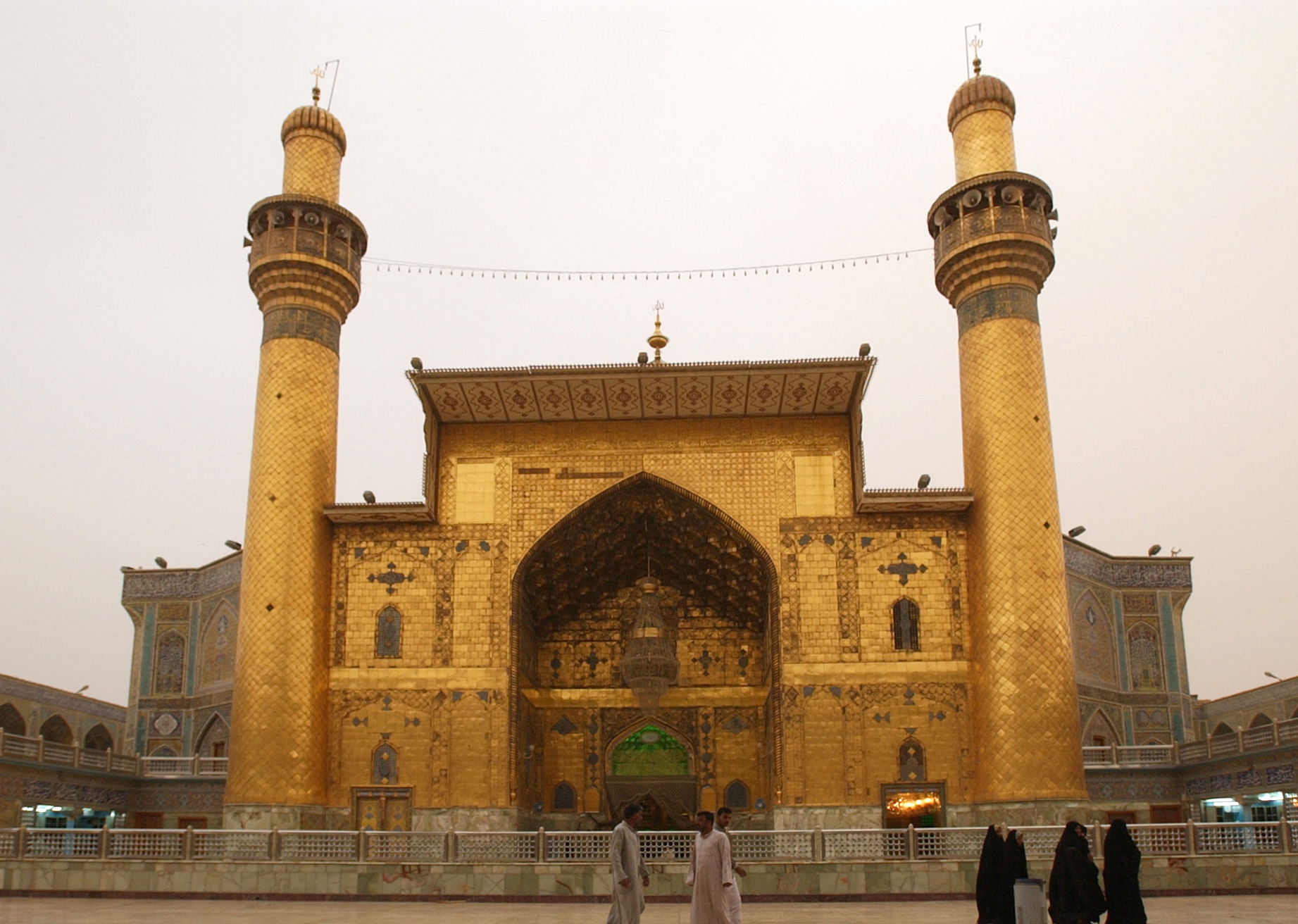
مرقد الامام علي في النجف

1. مرقد الامام علي
2. مرقد كميل بن زياد
3. مرقد ميثم التمار
4. مسجد الحنانة
5. مسجد الكوفة
6. مسجد السهلة
7. مسجد الرأس الشريف
8. مسجد الشيخ الطوسي
9. مسجد الشيخ الأنصاري
10. مسجد عمران بن شاهين
11. مسجد السبزواري
12. مسجد الخضراء
13. مسجد الرحباوي
14. مسجد الشاكري
15. مسجد زيد بن صوحان
16. مسجد الجوهرجي

## كربلاء
1. مرقد الامام الحسين
2. مرقد الامام العباس
3. الحسينية الطهرانية
4. مرقد الحر بن يزيد الرياحي
5. المخيم الحسيني
6. مسجد مرجان

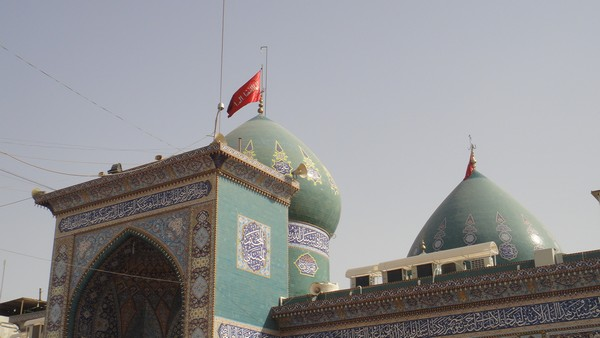
المخيم الحسيني أحد المساجد في كربلاء

وهنالك الكثير من المساجد فيها حيث يصل عدد المساجد في المدينة القديمة فقط إلى 205 مسجداً

## دهوك
تحتوي محافظة دهوك في شمال العراق بمنطقة كردستان على الكثير من المساجد والمراقد والأضرحة التاريخية الأثرية ومنها:
1. جامع زاخو الكبير.
2. جامع دهوك الكبير.
3. الجامع الكبير في عقرة.
4. جامع العمادية الكبير.
5. التكية النقشبندية.

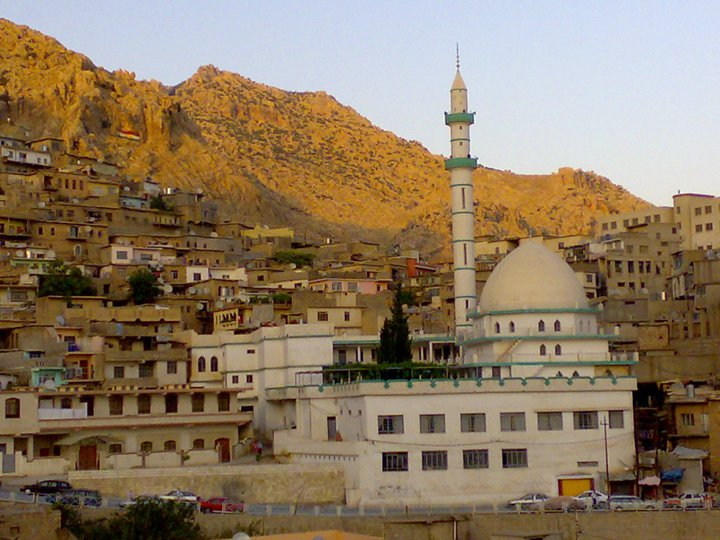
الجامع الكبير في عقرة

6. التكية القادرية ومرقد الشيخ عبد العزيز الكيلاني.
7. جامع نور الدين البرفكاني
8. جامع الحاجة حليمة

## السليمانية

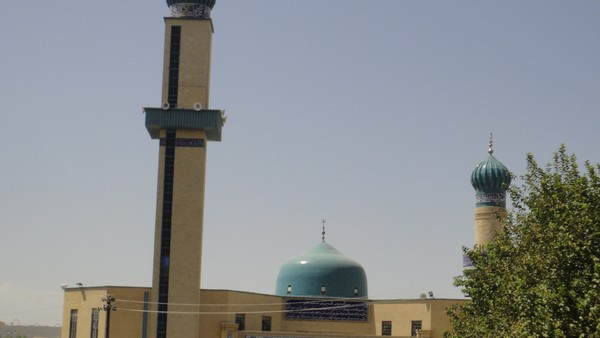
جامع السليمانية الكبير

تحتوي محافظة السليمانية على الكثير من المساجد والمراقد والأضرحة القديمة الأثرية ومنها:
1. جامع السليمانية الكبير.
2. جامع مولانا خالد النقشبندي.
3. جامع كفري الكبير.
4. جامع جوارتا الكبير.
5. الجامع الكبير (طويلة).
6. الجامع الكبير في خورمال.
7. جامع شيخ عثمان طويلة (بيارة).
8. مسجد خربانه (ناحية بياره)
9. مرقد الشيخ حسن (ملكندي)

## البصرة

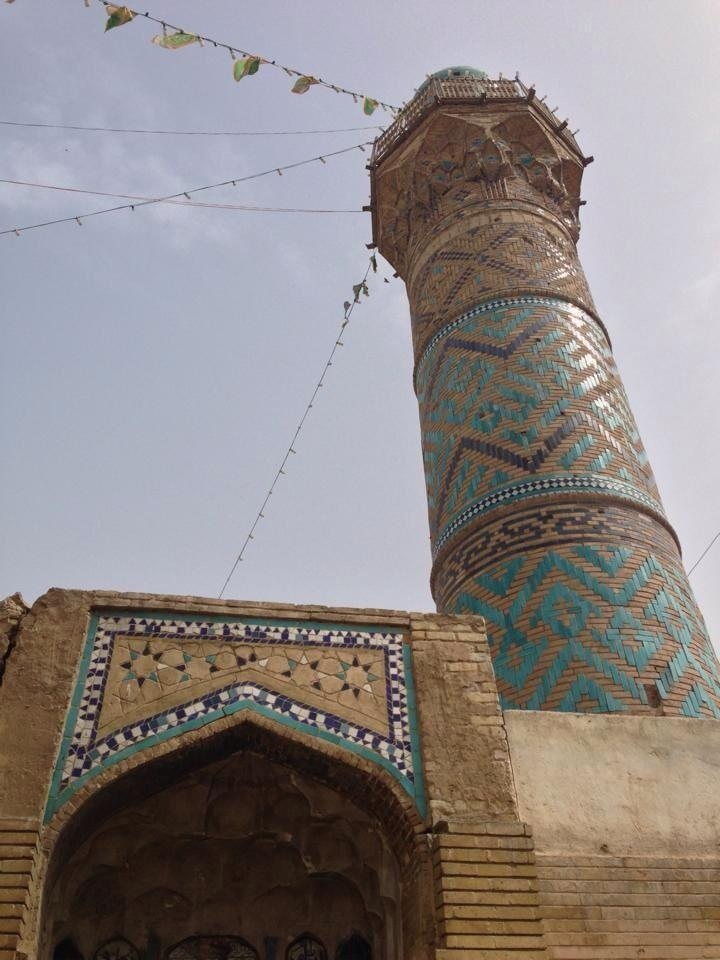
جامع الكواز

1. جامع البصرة الكبير
2. مسجد الزبير بن العوام
3. جامع علي الموسوي
4. جامع الفقير
5. جامع الملاك
6. جامع الكواز
7. جامع كردلان
8. جامع خطوة الإمام علي
9. جامع الكرناوي
10. مرقد الإمام الحسن البصري
11. جامع المقام في العشار
12. جامع العرب
13. جامع ذي المنارتين.
14. مسجد القطانة.
15. مسجد ابن عيد.
16. مسجد الإبراهيم
17. جامع باب سليمان.
18. جامع أبي الخفيف (أبو الخفيف)
19. جامع السراجي.
20. جامع السيف.
21. جامع العرب.
22. مسجد السميط
23. مرقد ومسجد طلحة بن عبيد الله
24. جامع الراشد الشمالي القديم
25. جامع محمد الخلف القديم
26. مسجد القطانة
27. مسجد الكوت
28. مسجد الخشنام
29. جامع النجادة
30. جامع الأبلة
31. حسينية الحاج داوود العاشور
32. مسجد الحسي (مسجد الحصي)
33. مسجد الزهير (مسجد الباطن)
34. جامع حمزة الفداغ
35. جامع أم النعاج
36. جامع أم مسجد
37. جامع القدس أو مسجد حمدان الجزيرة
38. جامع حمدان البلد
39. جامع حمدان البز
40. مسجد بلد السيد
41. جامع مناوي لجم الصغير